# Mariakapel (Herkenbosch)

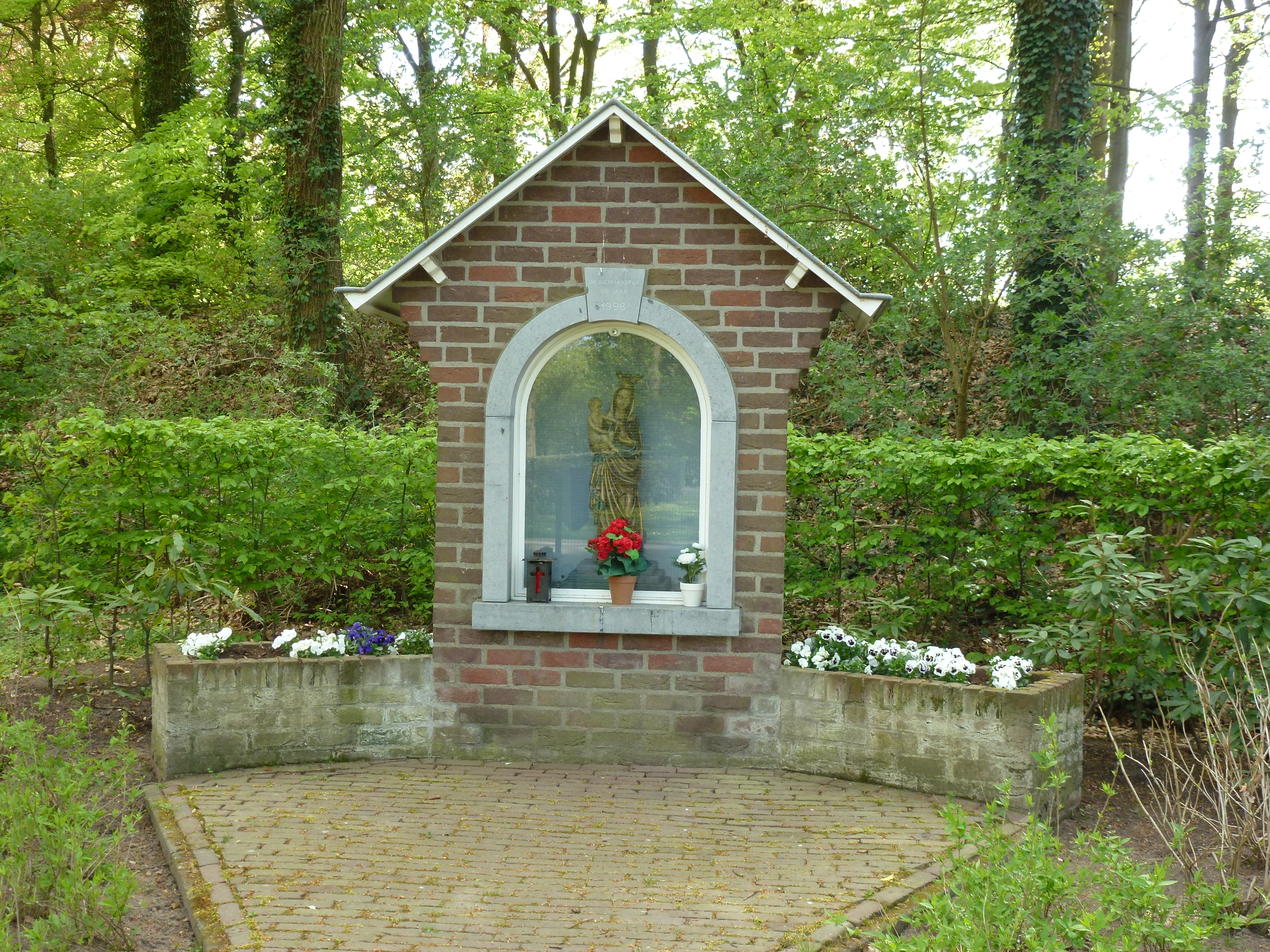
De Mariakapel

De Mariakapel is een kapel in Herkenbosch in de Nederlandse gemeente Roerdalen. De kapel staat aan de Steegstraat nabij de Molenbergweg ten zuiden van het dorp.
De kapel is gewijd aan de heilige Maria.

## Geschiedenis
In 1996 werd de kapel opgericht ter gelegenheid van het 50-jarig bestaan van Dr. Biermansput.

## Gebouw
De bakstenen kapel is een niskapel die aan de beide uiteindes links en rechts verlengd is met een bakstenen bloembak. De kapel wordt gedekt door een zadeldak op een verbrede aanzet. In de frontgevel bevindt zich een rondboogvormige nis die omlijst wordt door natuursteen. De nis wordt afgesloten met een venster. In de nis staat een Mariabeeld dat de gekroonde heilige toont met op haar rechterarm het kindje Jezus.